# مولگا (زیستگاه)
مولگا (انگلیسی: Mulga) نوعی زیستگاه است که از درختزار یا جنگل‌های باز تشکیل شده و در آن درخت مولگا، _Acacia aneura_، یا گونه‌های مشابه اقاقیا غالب هستند.

## مناطق
مولگا در سراسر استرالیا یافت می‌شود و ۲۰٪ از مناطق خشک را پوشش می‌دهد، از جمله بخش عمده‌ای از جنوب غربی کوئینزلند، نیو ساوت ولز، استرالیای جنوبی، و استرالیای غربی.
زمین‌های مولگا یک ناحیه زیستی بینابینی استرالیا است که در شمال غربی نیو ساوت ولز و جنوب غربی کوئینزلند در شرق استرالیا واقع شده است و از دشت‌های شنی خشک با جنگل‌های کم‌پوشش مولگا و درختچه‌زارهایی که توسط مولگا تحت سلطه هستند، تشکیل شده است. بوته‌زارهای مولگا استرالیای غربی یک بوم‌ناحیه خشک بزرگ از مناطق داخلی استرالیای غربی است که توسط صندوق جهانی طبیعت شناسایی شده است.

## پوشش گیاهی

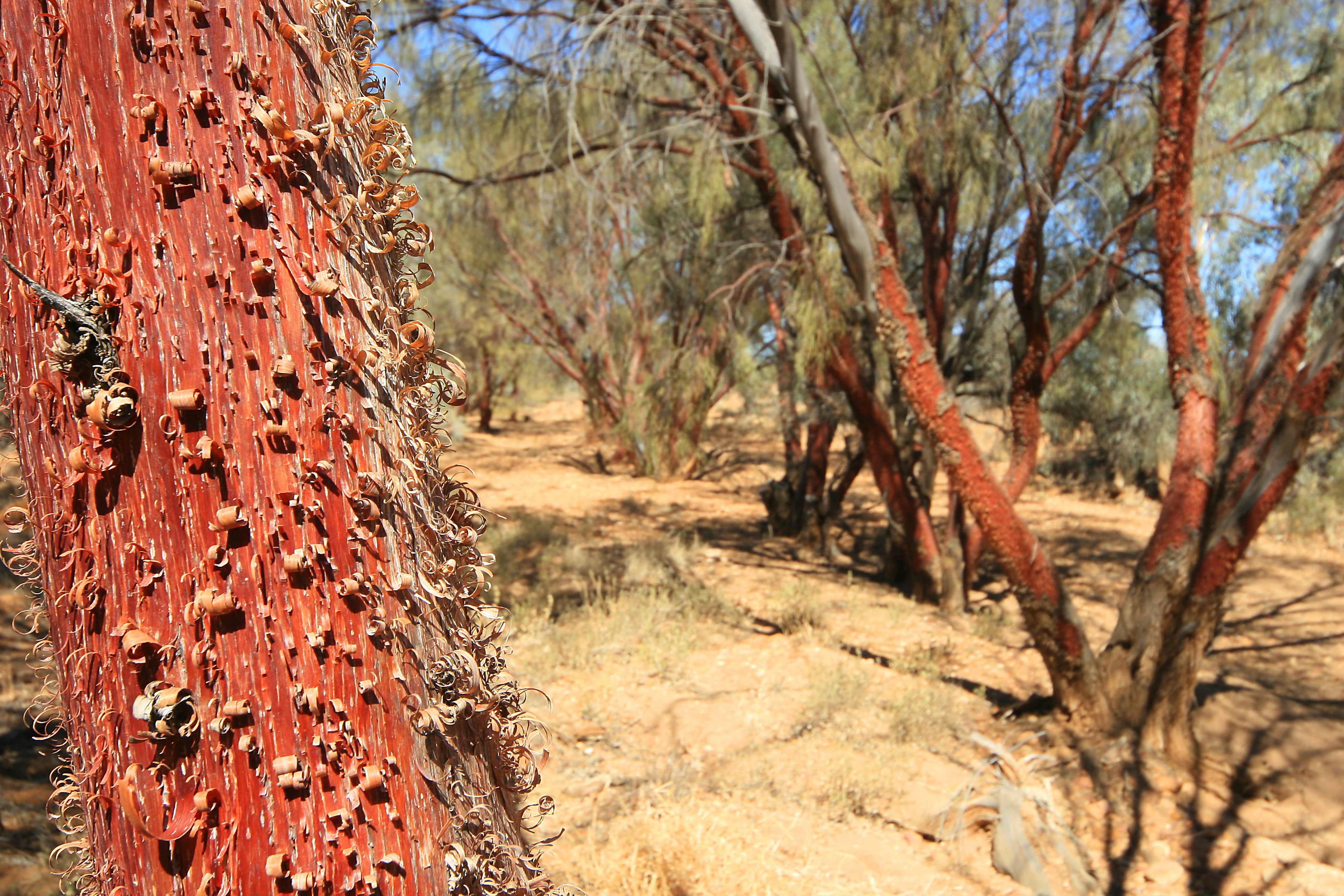
Acacia cyperophylla، مولگای قرمز

طبقه‌بندی پوشش گیاهی این مناطق با دشت‌های گسترده داخلی قاره و سایر مناطق خشک با بارندگی کم و نامنظم مرتبط است. مناطق مولگا با سایر پوشش‌های گیاهی مانند علف تیغ و درختچه‌های اقاقیا (کهوریان) در هم آمیخته یا توسط رخنمون‌های سنگ خارا، دریاچه آب شور، و بیابان قطع می‌شود. مولگا خود درختی با اندازه متوسط است که معمولاً در جنگل‌های باز به خوبی مستقر شده است، تنها به عنوان گیاهان جوان در مناطق آشفته یافت می‌شود، و معمولاً حدود ۸ متر ارتفاع دارد.
توده‌های درختان مولگا معمولاً هم‌سن هستند و در نهایت می‌میرند و در یک چرخه تجدید دوره‌ای جایگزین می‌شوند. این نوع پوشش گیاهی از این درختان، درختچه‌هایی مانند شوربوته، بوته فقیر، باقلاییان، کاسنیان و اقاقیا با علف‌ها در زیراشکوب تشکیل شده است. پس از بارندگی، مزارع بزرگی از گیاه یک‌ساله ظاهر می‌شوند که در مقابل خاکستری-سبز معمول مناطق مولگا، نمایش‌های رنگی قابل توجهی ایجاد می‌کنند.